# After (álbum)
After es el tercer álbum del músico noruego Ihsahn, publicado el 26 de enero de 2010 por Candlelight Records. Este álbum es el primero en el que se introduce el saxofón como instrumento principal (a cargo de Jørgen Munkeby, que había trabajado anteriormente para Ulver) y también el primero en el que Ihsahn utiliza guitarras de ocho cuerdas.

## Lista de canciones
1. "The Barren Lands" - 5:12
2. "A Grave Inversed" - 4:25
3. "After" - 4:47
4. "Frozen Lakes on Mars" - 5:54
5. "Undercurrent" - 10:00
6. "Austere" - 6:16
7. "Heavens Black Sea" - 6:15
8. "On the Shores" - 10:12

## Personal
- Ihsahn - voz, guitarra, teclados, piano
- Lars K. Norberg - bajo sin trastes
- Jørgen Munkeby - saxofón
- Asgeir Mickelson - batería
- Jens Bogren - mezclas
- Borge Finstad - ingeniero